# تعداد أرنيث

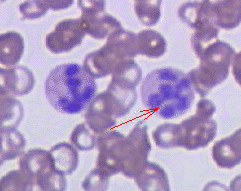

تعداد أرنيث أو مؤشر أرنيث (بالإنجليزية: Arneth count)‏ يصف أنوية نوع من أنواع خلايا الدم البيضاء يسمى العدلات في محاولة للكشف عن المرض.
العدلات عادة تحتوي على فصين اثنين أو ثلاثة فصوص. وعلى العموم، فإن العدلات المتقادمة أو كبيرة السن أكثر فصوصا من العدلات الشابة أو المنشأة حديثا. وتعداد أرنيث يحدد النسبة المئوية للعدلات نسبة للفصوص التي تحتويها من واحد واثنين وثلاثة وأربعة وخمسة أو أكثر من ذلك. 
- الأفراد الذين لديهم نسبة عالية من العدلات ذوات الفصوص القليلة يكون لديهم زيحان لليسار والذي يمكن أن يكون مؤشرا على الأمراض مثل الالتهابات، والأورام الخبيثة والأزمات الانحلالية واحتشاء عضلة القلب والحماض...الخ.
- الأفراد الذين لديهم نسبة عالية من العدلات ذوات الفصوص الكثيرة فيكون لديهم زيحان لليمين وهو مؤشر على الأمراض الأكثر شيوعا لديهم مثل نقص فيتامين ب12 أو نقص حمض الفوليك أو التبول الدموي المزمن، أو أمراض الكبد...الخ.

تعداد أرنيت حاليا لا يستخدم في الطب الحديث ولكن يستخدم بكثرة في امتحانات القبول في الهند مثل MCQ و PG.
وقد سمي الفحص بهذا الاسم نسبة للعالم الألماني جوزيف أرنيث.